# Viranşehir (stad)
Viranşehir (Aramees: ܬܠܐ, Tella) is een marktplaats in de provincie Şanlıurfa in het zuidoosten van Turkije. De stad ligt ongeveer 93 km ten oosten van de stad Şanlıurfa. De stad is hoofdstad van het gelijknamige district Viranşehir.
De naam Viranşehir betekent "de verwoeste stad". De stad is inderdaad meerdere keren in de geschiedenis verwoest. In de Klassieke Oudheid heette de stad Antiochia Arabis, Tella, Constantia, Maximianopolis of Antoninopolis.
Dankzij de inkomsten uit katoen is de bevolking van Viranşehir tussen 1990 en 2000 bijna verdubbeld.
Volgens de overlevering bevinden de graftombes van de profeten Job en Elisa zich in het nabijgelegen dorpje Eyyüp Nebi.

## Geboren
- Deniz Kadah (2 maart 1986), Duits-Turks voetballer